# Вичаны
Вичаны — залив (губа) в юго-западной части Баренцева моря, на мурманском побережье. Длина губы — 6 км, максимальная ширина — 1,8 км.

## Описание
Губа Вичаны имеет вытянутую форму, северная часть выходит в Мотовский залив Баренцева моря. Губа имеет два крупных залива — бухту Арас с запада и бухту Вичанное Озерко на юго-востоке. Берега губы высокие, скалистые. Глубина в устье губы достигает 132 м. Рядом с устьем губы Вичана расположилась группа островов Вичаны и стров Блюдце.
На южном берегу губы Вичаны в 1870-х годах образовалась небольшая колония финляндцев. На начало XX в. в Вичанах располагалось 7 домохозяйств.
Этимология названия Вичаны возможно имеет связь с материалом, которым сшивались доски на крупных верфях при стороительстве судов — «вицы», обработанными корнями можжевельника. Такой способ использовался на Соловецкой верфи.